# Julien Tisseron
Julien Tisseron (Francia, 12 de agosto de 1995) es un jugador profesional francés de rugby que se desempeña en la posición de fullback en Montpellier Hérault Rugby, equipo perteneciente a la liga Top 14.

## Carrera
Tisseron es un jugador de formación francesa (JIFF). Comenzó su carrera deportiva con el equipo Aviron Bayonnais, en el cual jugó siete temporadas (2013-2020), después pasó a Montpellier Hérault Rugby, donde lleva jugando cinco temporadas.

## Palmarés y distinciones notables
- Campeón del Top 14 de 2021-22 (Montpellier Hérault Rugby).[4]